# 陈辉玲
陈辉玲（1965年5月14日—），生于浙江省海宁，越剧女演员，擅长小旦，一级演员。表演上师承吕瑞英，为浙江小百花越剧团演员。
代表作有《西厢记》(饰演红娘)、《百花公主》(饰演百花公主)、《白蛇传》(饰演青儿)、 《五女拜寿》(饰演夏莲)、《陆游与唐琬》(饰演唐琬)、 《九斤姑娘》(饰演九斤姑娘)、《打金枝》(饰演公主)、《何文秀》(饰演王兰英)、《陈三两》(饰演陈三两)。曾获得第十六届梅花奖。